# 中卫沙坡头机场
中卫沙坡头机场位于中国宁夏回族自治区中卫市沙坡头区，是宁夏的第2个民用机场，陕、甘、宁、青第14个机场，全国的第160个民用机场，是西部民航20多年来第一个新建新增的机场，是一个4C支线民用机场。机场位于中卫市区西北方向，距市区约9公里，距5A级沙坡头景区15公里。总控制用地2745亩，跑道长2800米,宽45米，控制长度6500米，控制宽度400米。起降方向为正东西向，主降方向在东面，为Ⅰ类精密进近。机场配备先进的航行管制、航空气象、通信导航、除冰雪设施（除冰车、吹雪车）和助航灯光系统。可满足波音737、空客320系列及以下机型的起降。原名中卫香山机场，为彰显中卫市旅游城市特色，提升沙坡头特色旅游品牌，促进旅游产业快速发展和招商引资工作，推动中卫市经济社会又好又快发展，经有关部门同意，2012年8月改为现名。

## 周边
中卫沙坡头机场位于中卫市西北，距城区约9公里。机场北部是古长城遗址和美利工业园区。
包兰铁路，宝中铁路，G109，京藏高速贯穿中卫，交通便利。

## 航空公司与航点
2025夏秋航季
| 航空公司 | 目的地         |
| -------- | -------------- |
| 四川航空 | 北京首都、昆明 |
| 吉祥航空 | 上海浦东、西安 |
| 西部航空 | 喀什、郑州     |
| 东海航空 | 深圳、郑州     |
| 首都航空 | 杭州、西宁     |
| 天津航空 | 天津           |
| 成都航空 | 成都天府       |

## 资料来源
1. ↑   (XLS).   [2025-03-14] （中文）.
2. ↑  . Carnoc. 2012-08-10  [2012-08-13]. （原始内容存档于2020-11-04）.